# Una gallega baila mambo
Una gallega baila mambo es una película de comedia de enredos mexicana de 1951, escrita por Joaquín Pardavé, dirigida por Emilio Gómez Muriel, y protagonizada por Joaquín Pardavé,  Niní Marshall y Silvia Pinal.

## Argumento
Doña Cándida es una viuda española que vive en una colonia acomodada de la Ciudad de México, quien tiene engañados a sus familiares políticos en España para que ellos sigan enviándole la pensión que le corresponde a su marido el Marqués Don Fabián de Castro, siendo que éste falleció hace muchos años, con el fin de mantener cómodamente a Carmina (Silvia Pinal), la hija de ambos.
Los problemas comienzan para doña Cándida cuando los operadores de la línea de camiones Peralvillo-Cozumel deciden instalar su terminal enfrente de su casa llevando consigo el ruido de sus operaciones y de las diversiones que practican. Entre esos camioneros destacan su líder "el Bofes" (Joaquín Pardavé) y su joven amigo Gilberto, los cuales están enamorados de madre e hija respectivamente.
Aunque inicialmente doña Cándida no tolera a los camioneros, finalmente se ve forzada a contratar a "el Bofes" para que simule ser su difunto esposo y poder así recibir una herencia familiar. La convivencia entre estos personajes genera muchas situaciones divertidas mientras que entre Carmina y Gilberto comienza a gestarse un romance.
Los sueños de sociedad de doña Cándida se vienen abajo cuando se sabe que "el Bofes" no es su marido, lo que aunado al hecho de que el novio de Carmina la deja por no haber recibido la herencia, hace que ambas mujeres terminen aceptando unirse a sus respectivos humildes pretendientes.

## Reparto
- Niní Marshall como Cándida
- Joaquín Pardavé como Cleofas Martínez
- Silvia Pinal como Carmina
- Pepe del Río como Gilberto Sánchez
- Miguel Arenas como don Fernando de la Colina
- José Pulido como Ricardo
- Antonio Bravo como Martín, mayordomo
- Celia Viveros como Maurelia
- Los Panchos como Ellos mismos
- Toña la Negra como Cantante
- Víctor Alcocer como Jefe de chofer
- José Baviera como don Leoncio
- María Gentil Arcos como Compañera de juego de Cándida
- Ana María Hernández como Invitada a graduación
- Elodia Hernández como doña Gertrudis
- Francisco Pando como don Fabián
- Aurora Walker como Señorita directora